# Clemens von Delbrück
Clemens Gottlieb Ernst Delbrück, à partir de 1916 von Delbrück (né le 19 janvier 1856 à Halle-sur-Saale et mort le 17 décembre 1921 à Iéna) est un homme politique allemand.

## Biographie
Clemens Delbrück (de), de confession protestante, étudie, après avoir été diplômé du lycée municipal de Halle en 1873, à Halle, Heidelberg, Greifswald et le droit à Berlin. Après son stage juridique et le Grand Examen d'État, il devient assesseur du gouvernement prussien à Marienwerder en 1882. En 1891, il devient conseiller au haut présidium de Dantzig. En 1912, Delbrück reçoit un doctorat honorifique de l'Université de Berlin. Lorsqu'il est démis de ses fonctions, il reçoit l'Ordre de l'Aigle noir le 22 mai 1916 et est élevé à la noblesse héréditaire prussienne, avec des armoiries le 31 juillet 1916.
Delbrück est marié à Meta Liedke depuis 1883. Le couple a trois fils, dont l'écrivain Joachim von Delbrück (1886-1951), et une fille.

## Parti politique
Après la Première Guerre mondiale, Delbrück est l'un des fondateurs du DNVP.

## Député

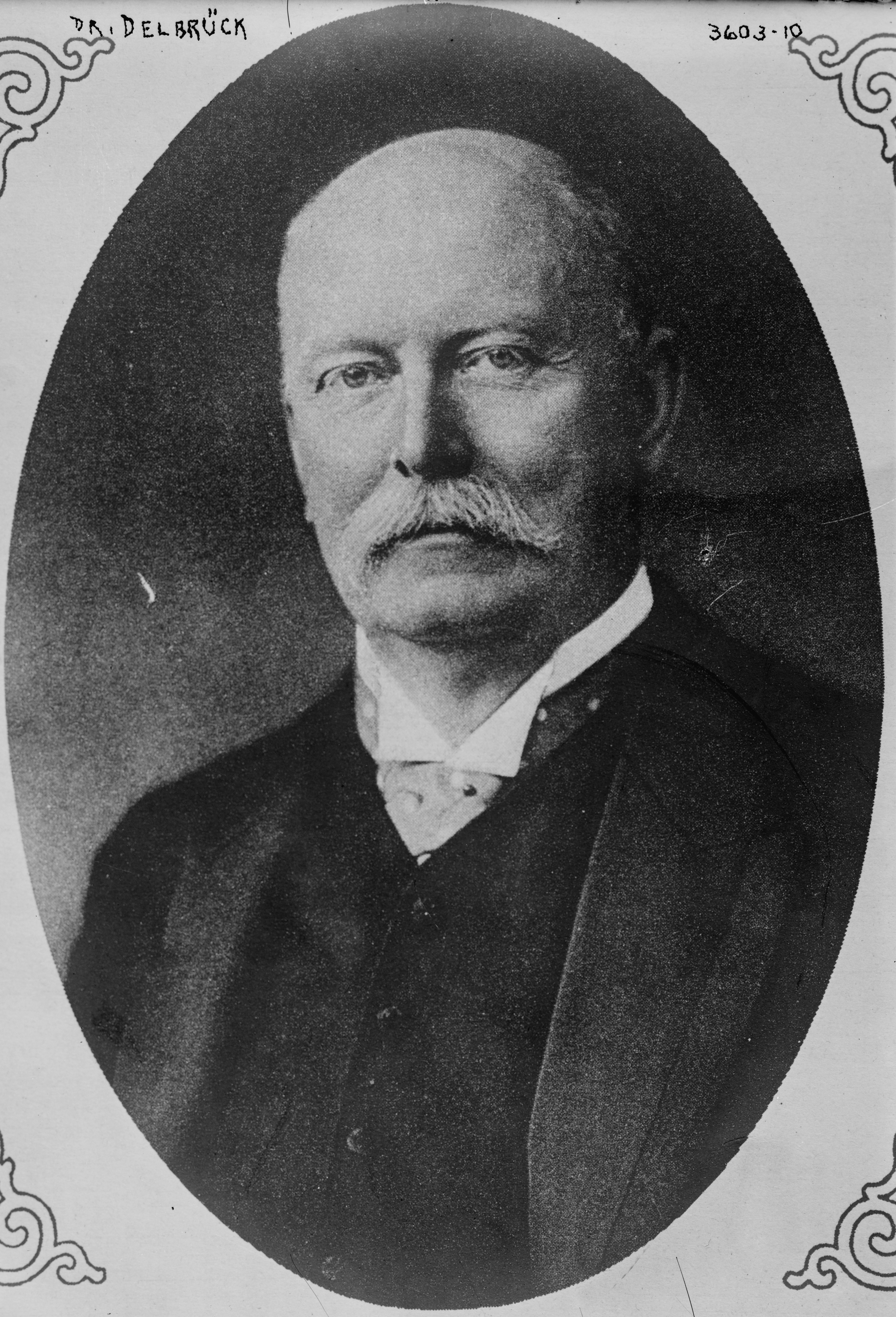
Clemens von Delbrück

De 1896 à 1902 Delbrück est député du chambre des seigneurs de Prusse, dans lequel il rejoint la Nouvelle Fraction.
Delbrück est député de l'Assemblée nationale de Weimar en 1919/1920. Il y est membre du comité pour la discussion préliminaire du projet de constitution du Reich allemand. Il s'est opposé en vain à ce qu'il croyait être une position trop forte des droits civiques dans la constitution en parlant d'une « hypertrophie des droits fondamentaux ».
Il propose également que l'autorité de décision du chancelier soit établie alors que les ministres sont à la fois indépendants dans la gestion de leurs départements respectifs et dans la décision majoritaire sur les projets de loi au sein du cabinet. Avec cette proposition, il peut s'imposer au comité constitutionnel. De 1920 jusqu'à sa mort, il est député du Reichstag.

## Autre mandats
De 1885 à 1891, Delbrück est administrateur de l'arrondissement de Tuchel près de Bromberg. De 1896 à 1902, il est Lord Maire de la ville de Dantzig, puis jusqu'en 1905 haut président de la province de Prusse-Occidentale.
En 1905, il rejoint le gouvernement de l'État prussien en tant que ministre du Commerce. En 1909, il rejoint le gouvernement de l'Empire, où il devient secrétaire d'État au ministère de l'Intérieur de l'Empireet vice-chancelier, ainsi que président du Conseil fédéral et ministre d'État prussien sans portefeuille. Comme son chancelier Theobald von Bethmann Hollweg, Delbrück n'est pas un partisan du système parlementaire. Cependant, tous deux modernisent l'administration suprême de l'Empire à la suite des propositions de Delbrück de 1914, qui envisagent de facto un gouvernement du Reich comme organe collégial. Les projets de loi doivent mieux être discutés avec les parlementaires.
De 1914 à 1916, il est également été vice-président du ministère d'État prussien. En 1918, il est brièvement chef du "Cabinet civil secret".

## Publications
- Die wirtschaftliche Mobilmachung in Deutschland 1914. Verlag für Kulturpolitik, München 1924 (postum), Herausgegeben von Joachim von Delbrück.